# ストレッチファイバー メザイク
メザイク(MEZAIK)は日本のアーツブレインズ社より発売されているまぶたを一重から人工的に二重にするための化粧品である。

## 概要
従来用いられてきた瞼を接着して二重瞼を形成する『のり』タイプふたえ化粧品と異なり、粘着成分が付いた伸縮性のファイバーをまぶたに押しつけるように貼ることで瞼に段をつけ、自然な二重まぶたを形成する。
形成方法のアプローチが全く異なるため、他社従来品での様々なデメリットが解消されている。
- ふたえの形状がデザインしにくい → ファイバーの取り付け位置で調整できる
- メイクがしにくい → ファイバーを貼付した部分以外は皮膚が露出するため、アイシャドーが乗りにくくなることがない。また、ウォータープルーフの接着剤を用いているため、リキッドやジェルなど水分の多いアイシャドーを使うことも可能
- まぶたがつれる → 接合部の全面塗布ではないためつれない

## 商品ラインナップ
2008年11月商品リニューアル
JANコードは企業コードを含む全面変更
- メザイクストレッチファイバー60(JAN 4562285941011)　60本入り
- メザイクストレッチファイバー120(JAN 4562285941028)　120本入り

　内容量の違いのみで内容物は同じ

### 廃番商品
メザイクストレッチファイバー(JAN 4547259111119)
　メザイクストレッチファイバー48(JAN 4547259116299)
　メザイクストレッチファイバー60(JAN 4547259117081)
　メザイクストレッチファイバー120(JAN 4547259116084)
　メザイクストレッチファイバー120(JAN 4547259116909)
　メザイクストレッチファイバー120(JAN 4547259117142)
　(株)ブルーアンドピンク取り扱いの製品(JANコードが4547259で始まる商品)は全て廃番。

## 関連商品
- メザイクフィッター(JAN 4562285941042)

専用下地材。使用することにより使用時に貼りやすくなり、保ちをよくして粘着力を復活させることもできる。
- メザイクミルキーダブラー(JAN 4562285941035)

一度失敗してもクレンジングなしでやり直しが出来るメザイクのソフトなのりタイプ。